# Niutao
Niutao è un'isola situata nell'oceano Pacifico. Appartiene amministrativamente a Tuvalu, ha una superficie di 2,53 km² ed una popolazione di 606 abitanti (2012).
I villaggi dell'isola sono due, Kulia e Teava.
Nel 1949 una parte della popolazione, a causa della sovrappopolazione, si è trasferita su Niulakita.